# Morgan
För andra betydelser, se Morgan (olika betydelser).
Morgan är ett namn med keltiskt ursprung, men betydelsen är osäker. En del anser att det innehåller mawn som betyder stor, can som betyder ljus, cant som betyder cirkel och/eller mor som betyder hav. I engelskspråkiga delar av världen är Morgan framförallt ett kvinnonamn, med undantag av Wales där det är vanligt som mansnamn. I Sverige är namnet framförallt ett mansnamn.
Som efternamn kan Morgan vara skotskt eller walesiskt.

## I svenskan
Namnet Morgan kom till Sverige i början av 1800-talet och var som populärast under 1960- och 1970-talet. År 2003 fick 89 pojkar namnet, varav 29 fick det som tilltalsnamn. I Sverige är Morgan mest förekommande på västkusten.
I slutet av 2008 fanns det 11 081 män och 22 kvinnor med förnamnet Morgan folkbokförda i Sverige, varav 5 715 respektive 5 hade namnet som tilltalsnamn. Därtill fanns det 118 personer med Morgan som efternamn.
Namnsdag i Sverige: 28 mars, tillsammans med Malkolm. (1986-1992: 11 november, 1993-2000: 22 september). I den finlandssvenska namnsdagslängden har Morgan namnsdag 14 juni sedan 2020.

## Personer med förnamnet Morgan

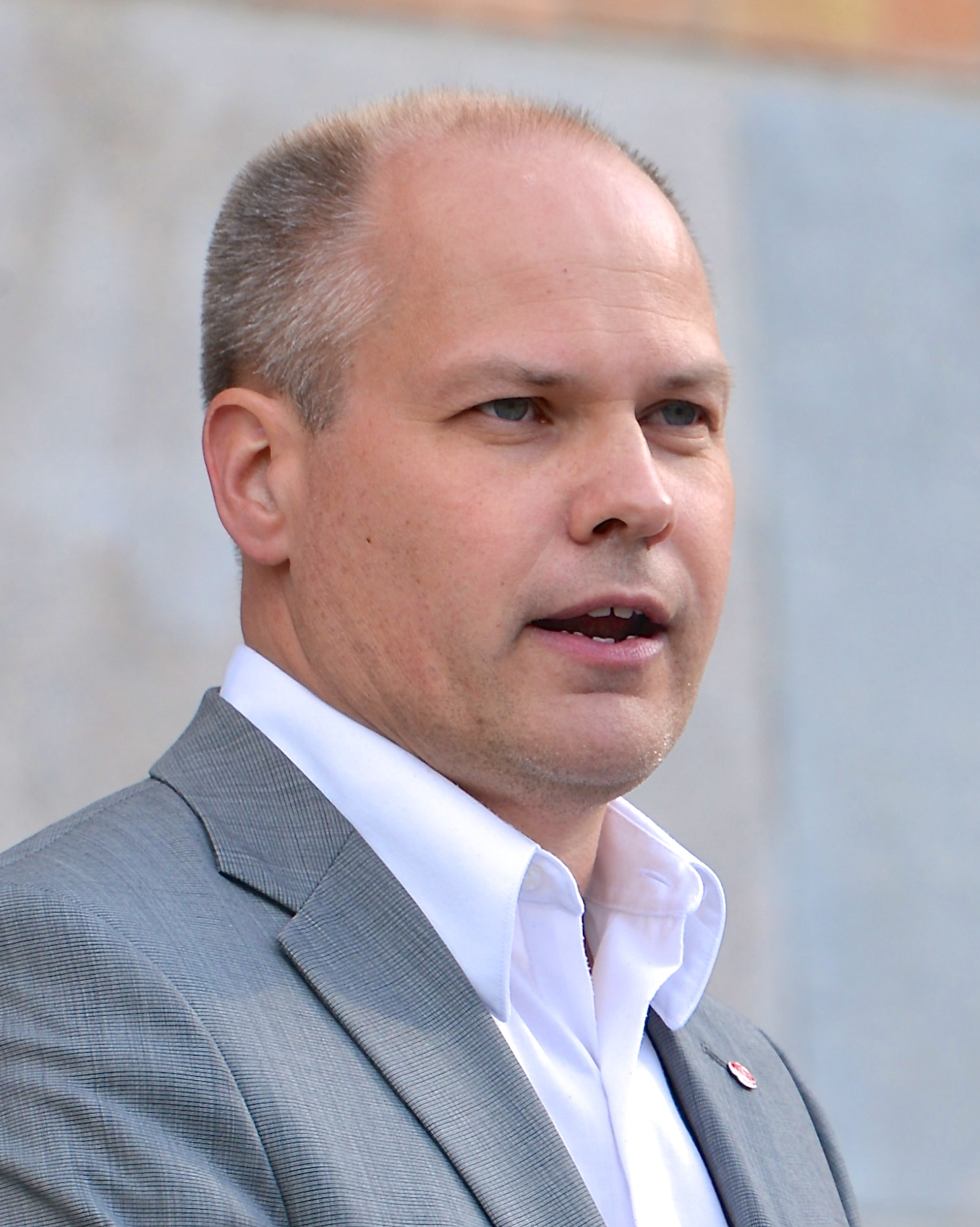
Morgan Johansson, 2014.

- Morgan Alling (född 1968), svensk skådespelare
- Morgan Fairchild (född 1950), amerikansk skådespelare
- Morgan Freeman (född 1937), amerikansk skådespelare
- Morgan Göransson (född 1972), svensk längdskidåkare
- Morgan Johansson (född 1970), svensk politiker, statsråd, socialdemokrat
- Morgan Korsmoe (född 1989), svensk musiker i Larz-Kristerz
- Morgan Luttrell (född 1975), amerikansk politiker, republikan
- Morgan Olofsson (född 1966), svensk journalist
- Morgan Taylor (1903-1975), amerikansk friidrottare
- Morgan Tsvangirai (1952-2018), zimbabwisk politiker, premiärminister
- Morgan Öberg (född 1978), svensk informationschef

### Mytiska och fiktiva personer
- Morgan le Fay, (mytologisk) syster till Kung Artur
- Morgan Kane, huvudperson i västernböcker av Kjell Hallbing
- Morgan Pålsson, fiktiv person i humorserien Hipp Hipp!

## Personer med efternamnet Morgan

### A
- Abi Morgan (född 1968), brittisk pjäs- och manusförfattare
- Adam Morgan (född 1994), engelsk fotbollsspelare
- Alexandra "Alex" Morgan (född 1989), amerikansk fotbollsspelare
- Augustus De Morgan, (1806–1871), brittisk matematiker

### B
- Barbara Morgan (född 1951), amerikansk astronaut

### C
- C. Lloyd Morgan (1852–1936), engelsk djurpsykolog
- Caspar William Morgan (tidigt1700-tal), irländsk politisk äventyrare, adlad i Sverige
- Charles Langbridge Morgan (1894–1958), brittisk författare och dramatiker
- Chris Morgan (född 1982), australisk roddare
- Chesty Morgan (född 1928), polsk-amerikansk striptease-artist och skådespelare (artistnamn)
- Colin Morgan (född 1986), brittisk skådespelare

### D
- Darren Morgan (född 1966), walesisk snookerspelare
- Dave Morgan (född 1944), brittisk racerförare
- Dennis Morgan (1908–1994), amerikansk skådespelare
- Derrick Morgan (född 1940), jamaicansk reggaemusiker

### E
- Edwin D. Morgan (1811–1883), amerikansk politiker, republikan, guvernör och senator för New York
- Ephraim F. Morgan (1869–1950), amerikansk politiker, republikan, guvernör i West Virginia
- Evelyn De Morgan (1855–1919), brittisk prerafaelitisk målare

### F
- Frank Morgan (1890–1949), amerikansk skådespelare

### G
- Gareth Morgan (född 1953), nyzeeländsk ekonom och författare
- George Osborne Morgan (1826–1897), engelsk jurist och politiker

### H
- Harry Morgan (1915–2011), amerikansk skådespelare
- Helen Morgan (född 1966), brittisk landhockeyspelare
- Henry Morgan (omkring 1635–1688), brittisk pirat, guvernör på Jamaica

### J
- J.P. Morgan (1837–1913), amerikansk finansman, filantrop och konstsamlare
- J.P. Morgan, Jr. (1867–1943), amerikansk bankman och filantrop
- Jacques de Morgan (1857–1924), fransik geolog, egyptolog och orientalist
- Jeffrey Dean Morgan (född 1966), amerikansk skådespelare
- John Hunt Morgan (1825–1864), amerikansk militär
- John Tyler Morgan (1824–1907), amerikansk general och politiker, senator för Alabama
- Joseph Morgan (född 1981), brittisk skådespelare
- Julia Morgan (1872–1957), amerikansk arkitekt

### K
- Katie Morgan (född 1980), amerikansk pornografisk skådespelare (artistnamn)

### L
- Lee Morgan (1938–1972), amerikansk trumpetare
- Lewis H. Morgan (1818–1881), amerikansk jurist och skribent, indiankännare
- Lewis L. Morgan (1876–1950), amerikansk politiker, demokrat
- Lorrie Morgan (född 1959), amerikansk countrysångerska

### M
- Malin Morgan (född 1970), svensk skådespelare
- Marabel Morgan (född 1937), amerikansk antifeministisk författare
- Michael Morgan (roddare) (född 1946), australisk roddare
- Michèle Morgan (född 1920), fransk skådespelare
- Molly Morgan (1762–1835), australisk straffånge och senare landägare

### N
- Nicky Morgan (född 1972), brittisk konservativ poolitiker

### P
- Piers Morgan (född 1965), brittisk journalist, redaktör, författare och TV-personlighet

### R
- Ralph Morgan (1883–1956), amerikansk skådespelare
- Reuben Morgan, australisk pastor och sångförfattare
- Rhodri Morgan (1939–2017), walesisk politiker, labourpartist
- Richard Morgan (född 1965), brittisk science fiction- och fantasyförfattare
- Robert Burren Morgan (1925–2016), amerikansk politiker, demokrat, senator för North Carolina
- Robin Morgan (född 1941),amerikansk radikalfeminist, författare och skådespelare

### S
- Scott Morgan, amerikansk rockmusiker
- Shaun Morgan (född 1978), sydafrikansk sångare
- Sheryl Morgan (född 1983), jamaicansk kortdistanslöpare
- Sydney, lady Morgan (omkring 1783–1859), irländsk författare

### T
- Ted Morgan (1906–1952), nyzeeländsk boxare
- Thomas H. Morgan (1866–1945), amerikansk genetiker och zoolog, nobelpristagare 1933
- Tore Morgan (1904–1957), svensk ungdomsboksförfattare och översättare, pseudonym
- Tracy Morgan (född 1968), amerikansk skådespelare och komiker
- Trevor Morgan (född 1986), amerikansk skådespelare

### V
- Vanessa Morgan (född 1992), kanadensisk skådespelare och sångerska

### W
- Wes Morgan (född 1984), jamaicansk fotbollsspelare
- William Morgan (1545–1604), walesisk biskop, bibelöversättare
- William De Morgan (1839–1917), engelsk keramiker
- William Alexander Morgan (1928–1961), amerikansk deltagare i Fidel Castros kubanska revolution
- William Wilson Morgan (1906–1994), amerikansk astronom